# Línea 54 (Media Distancia)
La línea 54 de Media Distancia es un servicio regional de ferrocarril convencional, conocida popularmente como Madrid - Soria. Está explotada por Renfe.

## Recorrido
La línea comienza su recorrido desde la estación de Madrid-Chamartín hacia la estación de Alcalá de Henares circulando por las estaciones de Fuente de la Mora y O'Donnel (sin paradas intermedias), conocida como la vía de contorno, evitando así los túneles de la risa y el tráfico ferroviario de Cercanías Madrid.
Continuando por la línea Madrid - Barcelona ya saliendo de la comunidad de Madrid realiza paradas en varios municipios de Guadalajara, notablemente en las estaciones de Guadalajara, Jadraque y Sigüenza. Tiene parada en apeaderos de municipios más pequeños como Espinosa de Henares, Carrascosa de Henares, Matillas y Baides, pero no se realiza parada en todos los servicios de la línea.
Entre las estaciones de Guadalajara y Espinosa de Henares atraviesa las paradas de Yunquera de Henares y Humanes de Mohernando sin detenerse. Estas paradas son sólo realizadas por las líneas 34, 38 y 55, con destinos Sigüenza, Arcos de Jalón, Zaragoza, Binéfar, Lérida y Barcelona, entre otros.
Poco después de adentrarse en la provincia de Soria llega a la estación de Torralba, que sirve como bifurcación de las líneas 200 y 202 de Adif, hacia Barcelona y hacia Soria, respectivamente. Esta parada no es realizada por todos los servicios, pero es comúnmente usada como punto de espera y paso entre los servicios de ida y vuelta, puesto que en adelante se circula por vía única.
Atravesando la provincia de Soria realiza tres últimas paradas en Almazán-Villa, Tardelcuende y Quintana Redonda antes de llegar finalmente a la estación de Soria.
El trayecto completo es de aproximadamente 2h y 50 minutos.

## Servicio
Cuenta con dos expediciones diarias por sentido, reforzándose con una tercera hacia Soria los viernes y con otra hacia Madrid los domingos. Están clasificados como Regional Exprés.

## Horarios
Los horarios que no sean cabecera son aproximados.

### Madrid - Soria
| Madrid > Soria                    |                  |                   |             |          |          |          |               |              |                  |       |
| Tren                              | Madrid-Chamartín | Alcalá de Henares | Guadalajara | Jadraque | Sigüenza | Torralba | Almazán-Villa | Tardelcuende | Quintana Redonda | Soria |
| RE 17300                          | 08:00            | 08:25             | 08:40       | 09:09    | 09:33    | 09:44    | 10:19         | 10:32        | 10:37            | 10:51 |
| RE 17304                          | 15:46V           | 16:11             | 16:26       | 16:55    | 17:19    | →        | 18:04         | 18:16        | 18:21            | 18:35 |
| RE 17306                          | 19:02            | 19:27             | 19:42       | 20:11    | 20:35    | →        | 21:22         | 21:36        | 21:41            | 21:55 |
| Sábados y domingos                |                  |                   |             |          |          |          |               |              |                  |       |
| Madrid > Soria                    |                  |                   |             |          |          |          |               |              |                  |       |
| Tren                              | Madrid-Chamartín | Alcalá de Henares | Guadalajara | Jadraque | Sigüenza | Torralba | Almazán-Villa | Tardelcuende | Quintana Redonda | Soria |
| RE 17302                          | 08:25            | 08:49             | 09:04       | 09:33    | 09:57    | 10:11    | 10:46         | 10:59        | 11:05            | 11:19 |
| RE 17306                          | 19:02            | 19:27             | 19:42       | 20:11    | 20:35    | →        | 21:22         | 21:36        | 21:41            | 21:55 |
| Notas: V Sólo circula los viernes |                  |                   |             |          |          |          |               |              |                  |       |

### Soria - Madrid
| Soria > Madrid                     |        |                  |              |               |          |          |        |          |          |                       |                     |             |                   |                  |
| Tren                               | Soria  | Quintana Redonda | Tardelcuende | Almazán-Villa | Torralba | Sigüenza | Baides | Matillas | Jadraque | Carrascosa de Henares | Espinosa de Henares | Guadalajara | Alcalá de Henares | Madrid-Chamartín |
| RE 17301                           | 07:26  | 07:39            | 07:44        | 07:57         | →        | 08:42    | →      | →        | 09:07    | →                     | →                   | 09:39       | 09:53             | 10:20            |
| RE 17307                           | 19:21  | 19:34            | 19:39        | 19:52         | 20:27    | 20:38    | 20:54  | 21:00    | 21:10    | 21:16                 | 21:20               | 21:41       | 21:56             | 22:22            |
| Sábados y domingos                 |        |                  |              |               |          |          |        |          |          |                       |                     |             |                   |                  |
| Soria > Madrid                     |        |                  |              |               |          |          |        |          |          |                       |                     |             |                   |                  |
| Tren                               | Soria  | Quintana Redonda | Tardelcuende | Almazán-Villa | Torralba | Sigüenza | Baides | Matillas | Jadraque | Carrascosa de Henares | Espinosa de Henares | Guadalajara | Alcalá de Henares | Madrid-Chamartín |
| RE 17303                           | 08:44  | 08:57            | 09:02        | 09:14         | →        | 09:59    | →      | →        | 10:24    | →                     | →                   | 10:51       | 11:06             | 11:36            |
| RE 17305                           | 16:59D | 17:12            | 17:17        | 17:30         | 18:05    | 18:16    | →      | →        | 18:41    | →                     | →                   | 19:09       | 19:23             | 19:50            |
| RE 17307                           | 19:21  | 19:34            | 19:39        | 19:52         | 20:27    | 20:38    | 20:54  | 21:00    | 21:10    | 21:16                 | 21:20               | 21:41       | 21:56             | 22:22            |
| Notas: D Sólo circula los domingos |        |                  |              |               |          |          |        |          |          |                       |                     |             |                   |                  |